# Селвино
Селвино (итал. Selvino) је насеље у Италији у округу Бергамо, региону Ломбардија.
Према процени из 2011. у насељу је живело 1984 становника. Насеље се налази на надморској висини од 965 м.

## Становништво
Према резултатима пописа становништва 2011. у општини је живело 1.991 становника.
| 1931. | 1936. | 1951. | 1961. | 1971. | 1981. | 1991. | 2001. | 2011. |
| ----- | ----- | ----- | ----- | ----- | ----- | ----- | ----- | ----- |
| 1.025 | 1.101 | 1.327 | 1.476 | 1.684 | 1.837 | 1.837 | 2.011 | 1.991 |